# Khối Đồng Minh thời Chiến tranh thế giới thứ hai

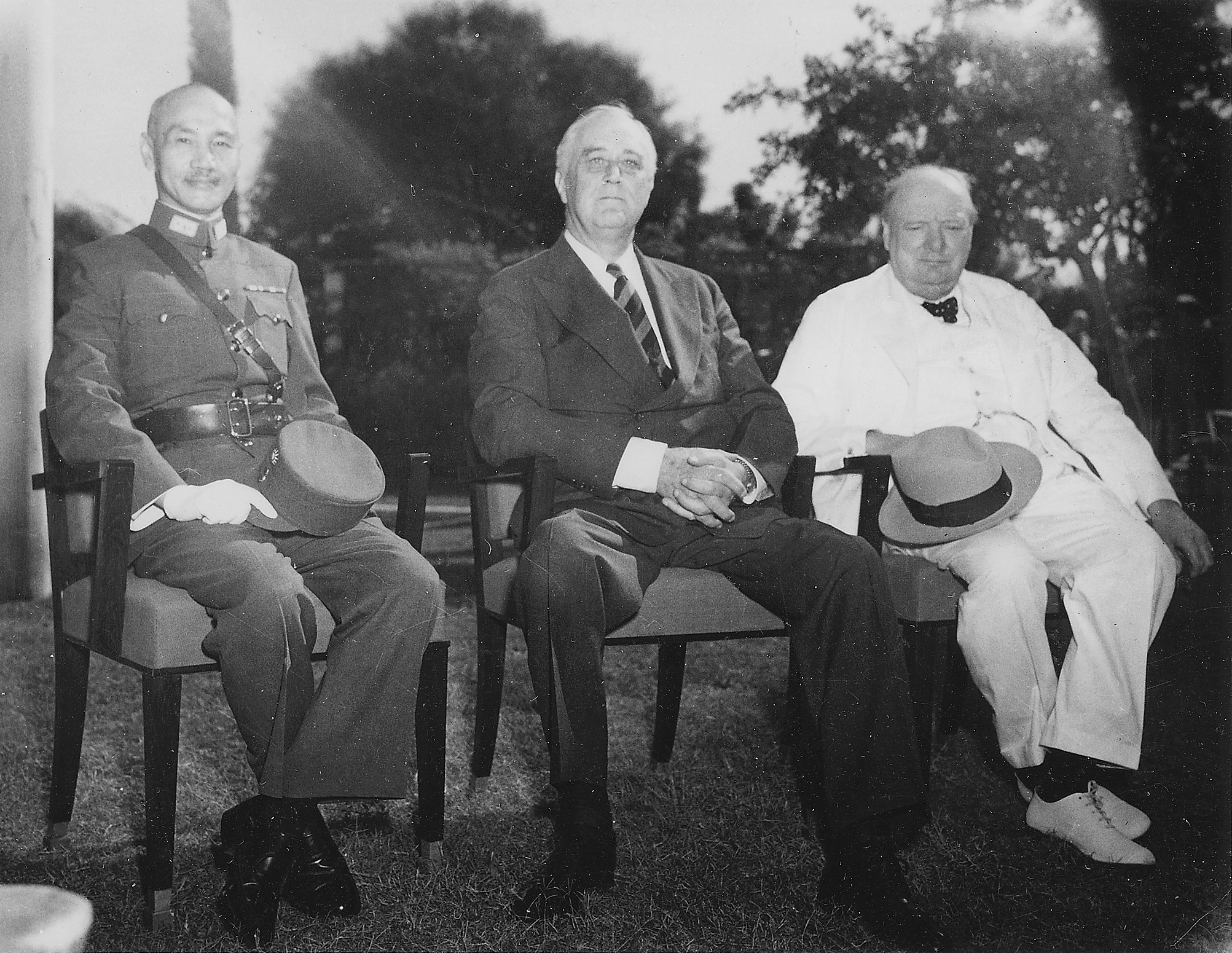
Tưởng Giới Thạch, Franklin D. Roosevelt, và Winston Churchill tại Hội nghị Cairo, ngày 25 tháng 11 năm 1943.

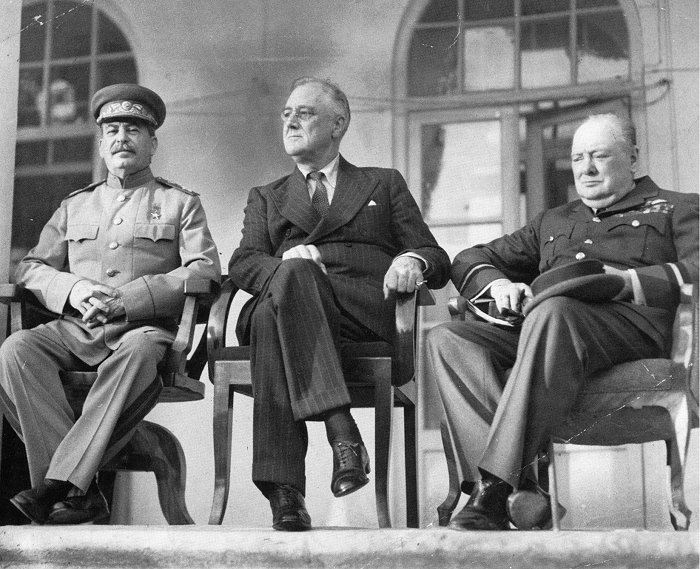
Ba lãnh đạo đại diện Đồng Minh: Iosif Vissarionovich Stalin (Liên Xô), Franklin D. Roosevelt (Hoa Kỳ) và Winston Churchill (Liên hiệp Anh) – tại cuộc họp mặt ở tại Thủ đô Tehran của nước Iran năm 1943

Đồng Minh là một khối liên minh quân sự quốc tế được thành lập trong cuộc Thế chiến thứ hai, để chống lại sự bành trướng của phe Trục, do Đức Quốc Xã, Đế quốc Nhật Bản và Phát xít Ý lãnh đạo. Hình thành từ các thoả ước đồng minh giữa các quốc gia Anh, Pháp, Ba Lan sau khi Đức Quốc Xã tấn công và xâm chiếm Ba Lan, khối Đồng minh được bổ sung bởi các thuộc địa của Anh và Pháp như Ấn Độ thuộc Anh, cũng như các lãnh thổ tự trị độc lập trong Khối thịnh vượng chung Anh như Canada, Úc, New Zealand và Nam Phi. Sau đó, khối Đồng minh tiếp tục được mở rộng khi Đức Quốc Xã tiến hành các chiến dịch xâm chiếm Bắc Âu và vùng Balkan, với sự gia nhập của các chính phủ lưu vong của Hà Lan, Bỉ, Na Uy, Hy Lạp và Nam Tư.
Do tình thế chiến tranh, tư cách thành viên trong khối Đồng minh thay đổi trong suốt cuộc chiến. Chính phủ Đệ Nhị Cộng hòa Ba Lan được thay thế bởi Chính phủ Ba Lan lưu vong; chính phủ Đệ Tam Cộng hòa Pháp sụp đổ, phân chia thành Chính phủ Vichy ngả về phe Trục và chính phủ Pháp quốc Tự do kháng chiến cùng khối Đồng minh. Thực tế khi đó, đây chỉ mới là một khối liên minh lỏng lẻo với Anh giữ vai trò chính trong khối và là quốc gia duy nhất ở Tây Âu chưa bị Đức Quốc xã xâm lược. Hoạt động chiến trường lúc này chủ yếu được thực hiện bởi lực lượng kháng chiến của các chính phủ lưu vong ở Mặt trận Tây Âu và của các đạo quân viễn chinh Anh - Pháp Tự do trên Mặt trận Bắc Phi.
Trong khi đó, Liên Xô sau khi kí kết Hiệp ước Molotov – Ribbentrop, nhân cơ hội Đức xâm chiếm Ba Lan, đã cho quân tiến vào vùng lãnh thổ phía Đông đường Curzon (Curzon Line) mà họ cho rằng phía Ba Lan đã chiếm từ lãnh thổ của Nga Xô viết từ năm 1918 đến 1922. Mặc dù vậy, Liên Xô vẫn tuyên bố trung lập, đứng ngoài cuộc chiến ở Tây Âu, dù họ cũng gấp rút xây dựng hệ thống phòng thủ Molotov (Линия Молотова, Liniya Molotova) ở biên giới mới phía Tây đề phòng người Đức trở mặt. Tương tự, Hoa Kỳ cũng tuyên bố trung lập đối với cuộc chiến, dù Hoa Kỳ giữ vai trò quan trọng trong việc cung cấp các trang thiết bị, phương tiện chiến tranh và tiền bạc cho các quốc gia Đồng minh bên kia bờ đại dương. Ở châu Á, Trung Quốc đã có một cuộc chiến kéo dài với nước Nhật đế quốc kể từ Sự kiện Lư Câu Kiều năm 1937, nhưng vẫn bị xem là một cuộc xung đột riêng rẽ giữa hai quốc gia châu Á.
Mãi đến ngày 12 tháng 6 năm 1941, các nước Đồng minh mới chính thức ra một tuyên bố chung đầu tiên về các mục tiêu và nguyên tắc của các quốc gia Đồng minh tham chiến chống phe Trục. Tuyên bố chung này được biết đến với tên gọi Tuyên bố Cung St James hay Tuyên bố London, với sự tham gia của Vương quốc Anh, 4 quốc gia của Khối thịnh vượng chung (Canada, Úc, New Zealand và Nam Phi), 8 chính phủ lưu vong (Bỉ, Tiệp Khắc, Hy Lạp, Luxembourg, Hà Lan, Na Uy, Ba Lan, Nam Tư) và chính phủ kháng chiến Pháp quốc Tự do.
Tình hình nhanh chóng thay đổi từ sau khi Đức Quốc xã mở các cuộc tấn công vào Liên Xô ngày 22 tháng 6 năm 1941. Liên Xô ngay lập tức đứng về khối Đồng minh và ký với Anh hiệp ước liên minh chống lại Đức Quốc Xã ngày 12 tháng 7 năm 1941. Chiến trường phía Đông trở thành chiến trường chính và là chiến trường khốc liệt nhất, góp phần làm suy yếu khả năng kiểm soát của Đức Quốc xã ở Tây Âu, giảm sức ép cho khối Đồng minh ở Tây Âu. Mỹ cũng tuyên bố huỷ bỏ tình trạng trung lập, chính thức tham chiến đứng về khối Đồng minh, sau khi Nhật Bản bất ngờ các cuộc oanh tạc các căn cứ quân sự của Mỹ ở Hawaii ngày 7 tháng 12 năm 1941. Hai ngày sau đó, ngày 9 tháng 12 năm 1941, Chính phủ Quốc dân Trung Hoa Dân quốc dưới sự lãnh đạo của Tưởng Giới Thạch, cũng được mời tham gia khối Đồng minh.
Liên minh quân sự này được chính thức hóa bởi bản Tuyên ngôn Liên Hợp Quốc từ ngày 1 tháng 1 năm 1942. Tuy nhiên, cái tên "Liên Hợp Quốc" hiếm khi được sử dụng để mô tả quân Đồng Minh trong các cuộc chiến tranh. Các nhà lãnh đạo thuộc khối "Tam cường Đồng Minh" lúc đó gồm Liên Xô, Anh và Hoa Kỳ đã kiểm soát chiến lược phe phái này; trong đó, quan hệ giữa Anh với Mỹ là đặc biệt thân cận. Tam cường cùng với Trung Quốc được gọi là "người ủy trị của quyền lực thế giới", sau đó được công nhận là "Tứ cự đầu" của phe Đồng Minh trong Tuyên bố Liên Hợp Quốc và sau là "Tứ cảnh sát" của Liên Hợp Quốc. Sau khi cuộc thế chiến kết thúc, các quốc gia thuộc khối Đồng Minh xưa, nay trở thành nền tảng của tổ chức Liên Hợp Quốc hiện đại.